# 지미 심프슨
지미 심프슨(Jimmi Simpson, 1975년 9월 21일 ~ )은 미국의 배우이다.

## 출연 작품
- 트루스 어바웃 엠마누엘 - 아서 역
- 언더 더 실버레이크 - 알렌 역
- 언힌지드 - 앤디 역
- 실크 로드 - 크리스 타벨 역